# Maria Quisling
Maria Quisling, ursprungligen Maria Vasilijevna Pasetjnikova, född 10 oktober 1900 i Charkiv, Lillryssland, Kejsardömet Ryssland (i nuvarande Ukraina), död 17 januari 1980 i Oslo, Norge, var Vidkun Quislings äkta maka. De gifte sig 10 september 1923. Vid freden 1945 greps Maria Quisling för att släppas efter en vecka. Mot slutet av sitt liv levde hon avskild från omvärlden i sin lägenhet i stadsdelen Frogner i Oslo.